# Pillapalu
Pillapalu är en ort i Estland. Den ligger i Anija kommun och landskapet Harjumaa, i den centrala delen av landet, 50 km öster om huvudstaden Tallinn. Pillapalu ligger 71 meter över havet och antalet invånare är 108.
Terrängen runt Pillapalu är mycket platt, och sluttar västerut. Runt Pillapalu är det mycket glesbefolkat, med 5 invånare per kvadratkilometer. Närmaste större samhälle är Kehra, 15,0 km väster om Pillapalu. I omgivningarna runt Pillapalu växer i huvudsak blandskog.